# Finepix

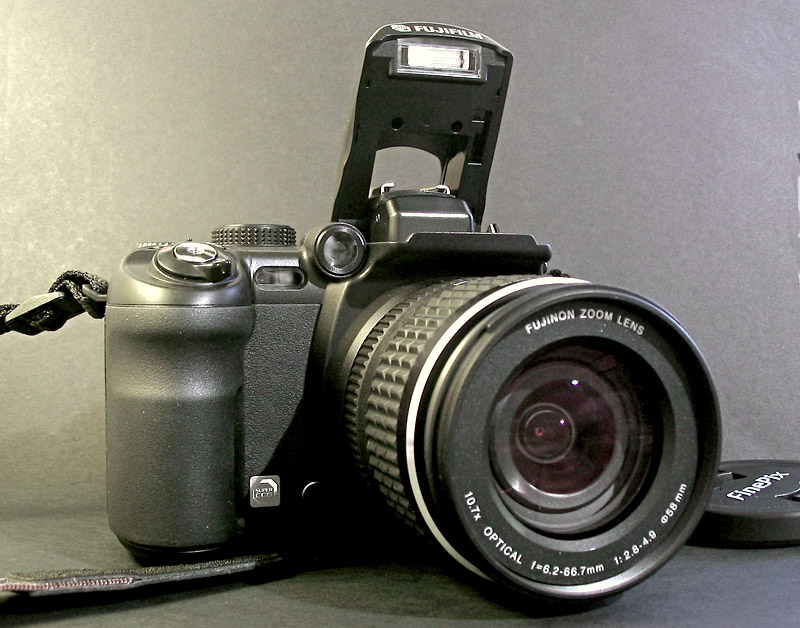
Fujifilm Finepix S9500

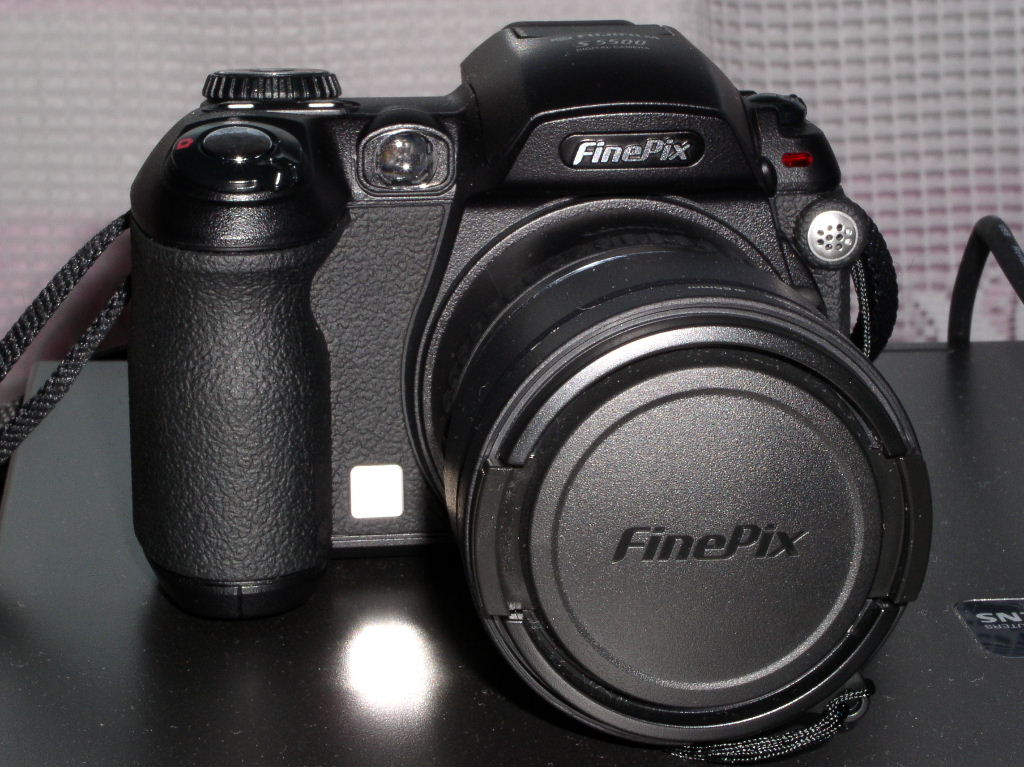
Fujifilm FinePix S5500

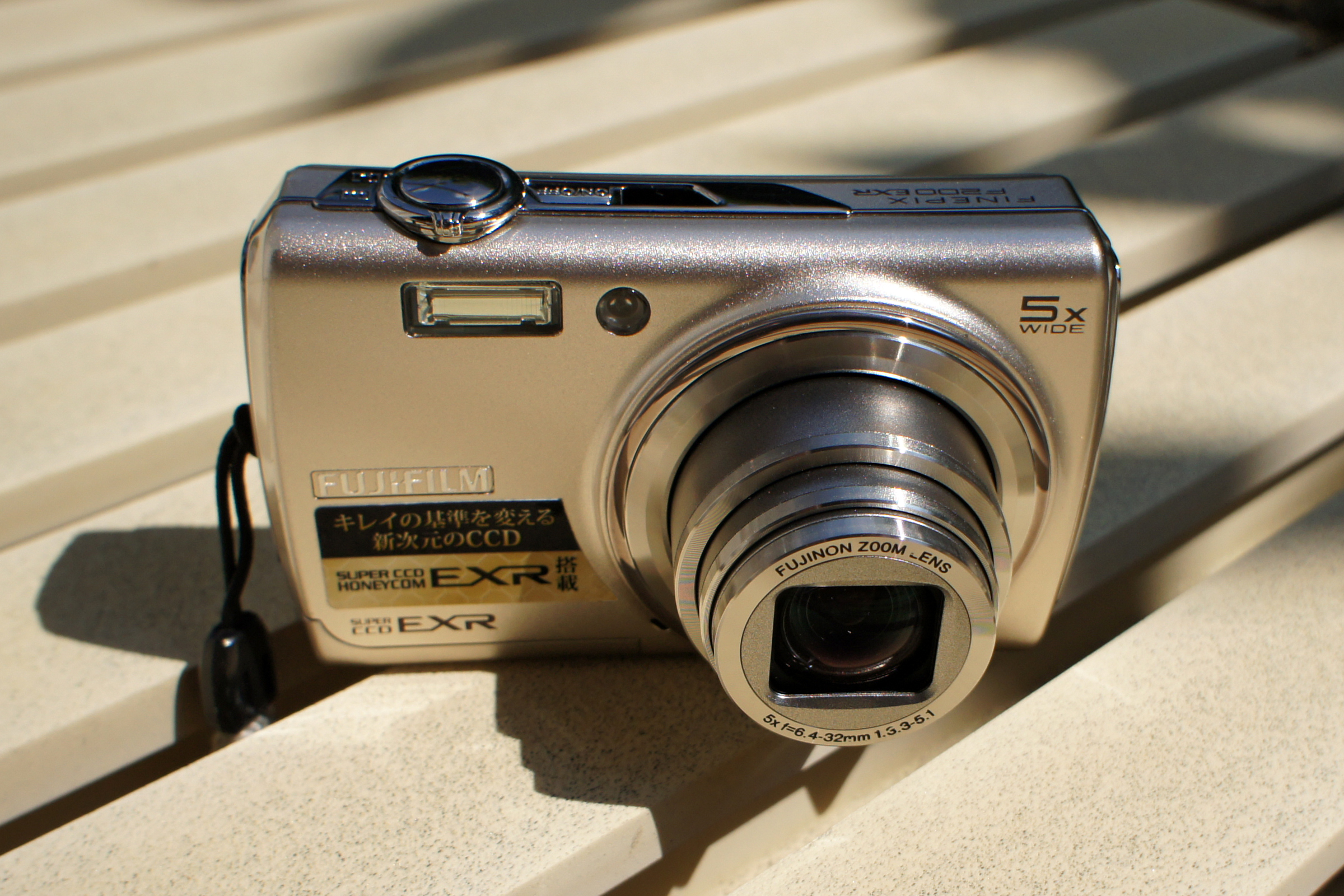
Fujifilm FinePix F200EXR

FinePix – seria aparatów kompaktowych firmy Fujifilm dla użytkowników o różnych poziomach zaawansowania. Aparaty oferują rozmaite możliwości, uzależnione m.in. od zastosowanych obiektywów Fujinon (np. o zmiennych ogniskowych dla modeli z obiektywem zmiennoogniskowym). 